# Lekvall
Lekvall är en småort i Hjärtums socken i Lilla Edets kommun i Västra Götalands län.